# Cristina María García Cordobés
Cristina García Cordobés, (Córdoba, España, 22 de enero de 1995) es una jugadora española de fútbol sala. Juega de portera y su equipo actual es el Roldán FSF de la Primera División de fútbol sala femenino de España.

## Trayectoria
Comenzó a jugar en el Colecórdoba, posteriormente se fue fichado por el Cajasur Deportivo Córdoba, hasta que desapareció el equipo de la primera división, y se fue a jugar al Estudiantes de Sevilla de segunda división. En la temporada 2014-15 ficha por la Ucam Murcia, equipo con el que asciende a primera división. En la temporada 2019-20 ficha por la Universidad de Alicante FSF donde permanece un año y a la siguiente temporada ficha por el Roldán FSF.

## Selección nacional
En agosto de 2021 es convocada por la selección, pero no puede debutar debido a una microrrotura en el pie que se hizo en el último entrenamiento, en septiembre de 2021 jugó un partido de entrenamiento contra el Futsi. Finalmente el 23 de noviembre de 2021 finalmente logra debutar en partido oficial contra la selección de Portugal, siendo la segunda cordobesa en hacerlo.

## Estadísticas
Clubes
 Actualizado al último partido jugado el 19 de junio de 2022.
| Club | Div.          | Temporada     | Liga  | Liga  | Liga       | Liga      | Copas nacionales(1) | Copas nacionales(1) | Copas nacionales(1) | Copas nacionales(1) | Torneos internacionales(2) | Torneos internacionales(2) | Torneos internacionales(2) | Torneos internacionales(2) | Total(3) | Total(3) | Total(3)   | Total(3)  |
| Club | Div.          | Temporada     | Part. | Goles | Amonestado | Expulsado | Part.               | Goles               | Amonestado          | Expulsado           | Part.                      | Goles                      | Amonestado                 | Expulsado                  | Part.    | Goles    | Amonestado | Expulsado |
| --- | ------------- | ------------- | ----- | ----- | ---------- | --------- | ------------------- | ------------------- | ------------------- | ------------------- | -------------------------- | -------------------------- | -------------------------- | -------------------------- | -------- | -------- | ---------- | --------- |
| Cajasur Córdoba · España |               |               |       |       |            |           |                     |                     |                     |                     |                            |                            |                            |                            |          |          |            |           |
| 1.ª | 2011-12       | 1             | 0     | 1     | 0          | 0         | 0                   | 0                   | 0                   | -                   | -                          | -                          | -                          | 1                          | 0        | 1        | 0          |           |
| Total club | Total club    | 1             | 0     | 1     | 0          | 0         | 0                   | 0                   | 0                   | -                   | -                          | -                          | -                          | 1                          | 0        | 1        | 0          |           |
| Estudiantes de Sevilla · España |               |               |       |       |            |           |                     |                     |                     |                     |                            |                            |                            |                            |          |          |            |           |
| 2.ª |               |               |       |       |            |           |                     |                     |                     |                     |                            |                            |                            |                            |          |          |            |           |
| 2012-13 |               | -             | -     | -     | -          | -         | -                   | -                   | -                   | -                   | -                          | -                          |                            | -                          | -        | -        |            |           |
| 2013-14 |               | -             | -     | -     | -          | -         | -                   | -                   | -                   | -                   | -                          | -                          |                            | -                          | -        | -        |            |           |
| Total club | Total club    | -             | -     | -     | -          | -         | -                   | -                   | -                   | -                   | -                          | -                          | -                          | -                          | -        | -        | -          |           |
| Ucam Murcia · España |               |               |       |       |            |           |                     |                     |                     |                     |                            |                            |                            |                            |          |          |            |           |
| 2.ª |               |               |       |       |            |           |                     |                     |                     |                     |                            |                            |                            |                            |          |          |            |           |
| 2014-15 |               | -             | -     | -     | -          | -         | -                   | -                   | -                   | -                   | -                          | -                          |                            | -                          | -        | -        |            |           |
| 2015-16 |               | -             | -     | -     | -          | -         | -                   | -                   | -                   | -                   | -                          | -                          |                            | -                          | -        | -        |            |           |
| 1.ª |               |               |       |       |            |           |                     |                     |                     |                     |                            |                            |                            |                            |          |          |            |           |
| 2016-17 | 20            | 1             | 0     | 0     | -          | -         | -                   | -                   | -                   | -                   | -                          | -                          | 20                         | 1                          | 0        | 0        |            |           |
| 2017-18 | 28            | 0             | 1     | 0     | -          | -         | -                   | -                   | -                   | -                   | -                          | -                          | 28                         | 0                          | 1        | 0        |            |           |
| 2018-19 | 21            | 1             | 1     | 0     | -          | -         | -                   | -                   | -                   | -                   | -                          | -                          | 21                         | 1                          | 1        | 0        |            |           |
| Total club | Total club    | 69            | 2     | 2     | 0          | -         | -                   | -                   | -                   | -                   | -                          | -                          | -                          | 69                         | 2        | 2        | 0          |           |
| Universidad de Alicante FSF · España |               |               |       |       |            |           |                     |                     |                     |                     |                            |                            |                            |                            |          |          |            |           |
| 1.ª | 2019-20       | 17            | 0     | 1     | 0          | 2         | 0                   | 0                   | 1                   | -                   | -                          | -                          | -                          | 19                         | 0        | 1        | 1          |           |
| Total club | Total club    | 17            | 0     | 1     | 0          | 2         | 0                   | 0                   | 1                   | -                   | -                          | -                          | -                          | 19                         | 0        | 1        | 1          |           |
| Roldán FSF · España |               |               |       |       |            |           |                     |                     |                     |                     |                            |                            |                            |                            |          |          |            |           |
| 1.ª |               |               |       |       |            |           |                     |                     |                     |                     |                            |                            |                            |                            |          |          |            |           |
| 2020-21 | 15            | 0             | 3     | 0     | 2          | 0         | 0                   | 0                   | -                   | -                   | -                          | -                          | 17                         | 0                          | 3        | 0        |            |           |
| 2021-22 | 26            | 1             | 2     | 0     | 4          | 0         | 0                   | 0                   | -                   | -                   | -                          | -                          | 30                         | 1                          | 2        | 0        |            |           |
| Total club | Total club    | 41            | 1     | 5     | 0          | 6         | 0                   | 0                   | 0                   | -                   | -                          | -                          | -                          | 47                         | 1        | 5        | 0          |           |
| Total carrera | Total carrera | Total carrera | 128   | 3     | 9          | 0         | 8                   | 0                   | 0                   | 1                   | -                          | -                          | -                          | -                          | 136      | 3        | 9          | 1         |
| (1) Incluye datos de Copa / Supercopa. (2) Incluye datos de Campeonato de Europa de Clubes, Recopa y Copa Intercontinental. (3) No incluye datos de partidos amistosos. |               |               |       |       |            |           |                     |                     |                     |                     |                            |                            |                            |                            |          |          |            |           |